# Henderson (Tennessee)
Henderson é uma cidade localizada no estado norte-americano de Tennessee, no Condado de Chester.

## Demografia
Segundo o censo norte-americano de 2000, a sua população era de 5670 habitantes.
Em 2006, foi estimada uma população de 6235, um aumento de 565 (10.0%).

## Geografia
De acordo com o United States Census Bureau tem uma área de
14,9 km², dos quais 14,8 km² cobertos por terra e 0,1 km² cobertos por água. Henderson localiza-se a aproximadamente 136 m acima do nível do mar.

## Localidades na vizinhança
O diagrama seguinte representa as localidades num raio de 24 km ao redor de Henderson.